# 秋田県立花輪高等学校
秋田県立花輪高等学校（あきたけんりつ はなわこうとうがっこう）は、かつて秋田県鹿角市花輪にあった公立の高等学校。
2024年3月、当校と同市の十和田高等学校、小坂町の小坂高等学校を統合した秋田県立鹿角高等学校の開校に伴い、閉校した。

## 設置学科
- 普通科
クラスは4クラスあり、各クラスの成績上位者が4年制大学の進学を希望する割合が多かった。

## 沿革
- 1928年（昭和3年） - 秋田県立花輪高等女学校設立。
- 1948年（昭和23年） - 秋田県立花輪高等学校となる。普通科、家庭科設置。定時制（普通科、機械科、農業科、家庭科）設置。
- 1952年（昭和27年） - 定時制農業科廃止。
- 1956年（昭和31年） - 校歌制定（作詞は村木清一郎、作曲は小野崎晋三）。
- 1971年（昭和46年） - 定時制機械科廃止。陸上競技場が竣工し、日本陸連第3種競技場として公認される。
- 1972年（昭和47年） - 定時制家庭科廃止。
- 1983年（昭和58年） - 定時制課程閉校。
- 1984年（昭和59年） - 全国高等学校総合体育大会の男子バレーボール競技を体育館で実施。
- 1992年（平成4年） - 家政科募集停止（1994年廃止）。
- 2024年（令和6年） - 3月に小坂高等学校・十和田高等学校と統合して、秋田県立鹿角高等学校が開校。これに伴い閉校。なお、同年4月に開校の統合校は本校の校舎を活用（一部改修・実験棟を新築）している[2][3][4]。

## 主な部活動
- 運動部
  - 陸上競技部
  - スキー部
  - 野球部
  - バスケットボール部（男女）
  - バレーボール部（男女）
  - ソフトテニス部（男女）
  - サッカー部
  - 卓球部
  - 柔道部
  - 剣道部
  - 空手道同好会

- 文化部  
  - 演劇部
  - 食物部
  - 美術部
  - 実業部
  - 科学部
  - 吹奏楽部 - 秋田県芸術文化賞を数度獲得している。
  - 文芸同好会

## 著名な出身者
- 浅利純子 - 女子陸上競技・マラソン元選手
- 阿部義平 - 国立歴史民俗博物館名誉教授
- 阿部牧郎 - 作家
- 金沢まさえ - お笑い芸人
- 小林範仁 - ノルディック複合選手
- 関厚 - 鹿角市長
- 高橋健一 - 男子陸上競技元選手、現指導者
- 松宮隆行 - 男子陸上競技選手
- 松宮祐行 - 男子陸上競技選手（隆行の双子弟）
- 髙田尚暉 - 2024世界クロスカントリー選手権大会 シニア男女混合8㎞リレー7位入賞。

## 交通
- JR花輪線 鹿角花輪駅から車で3分
- 東北自動車道 鹿角八幡平ICから車で5分